# الدوري المولدوفي الوطني 2005–06
الدوري المولدوفي الوطني 2005–06 هو الموسم 15 من الدوري المولدوفي الوطني. أقيم خلال الفترة 13 أغسطس 2005 وحتى 10 مايو 2006، وأشرف على تنظيمه اتحاد مولدافيا لكرة القدم، وكان عدد الأندية المشاركة فيه 8، وفاز فيه نادي شريف تيراسبول.